# Wally Hickel
Walter Joseph (Wally) Hickel  (Ellinwood (Kansas), 18 augustus 1919 – Anchorage (Alaska), 7 mei 2010) was een Amerikaans politicus van de Republikeinse Partij. Hij was de gouverneur van Alaska van 1966 tot 1969 toen hij minister van Binnenlandse Zaken werd in het kabinet van president Richard Nixon. Hij diende een tweede termijn als gouverneur van Alaska van 1990 tot 1994 voor de Alaska Onafhankelijkheidspartij, daarna werd hij op nieuw lid van de Republikeinse Partij.
Hickel overleed op 7 mei 2010 in Anchorage op 90-jarige leeftijd.
- Gemeinsame Normdatei: 1178151603
- International Standard Name Identifier: 0000 0000 8251 307X
- Library of Congress Control Number: n50035073
- National Archives and Records Administration: 10581109
- Nationale Bibliotheek van Israël: 987008575570405171
- Nederlandse Thesaurus van Auteursnamen: 160663857
- SNAC: w6h41qzg
- Système universitaire de documentation: 185204120
- Virtual International Authority File: 65249815
- WorldCat: E39PBJxWTbfDF8c68cMMMK9v73